# Elecciones presidenciales de Bulgaria de 2011
Las elecciones presidenciales de Bulgaria de 2011 se llevaron a cabo el 23 de octubre del mismo año, con una segunda vuelta celebrada el 30 de octubre de 2011. Ningún candidato obtuvo la mayoría absoluta en primera ronda, por lo que se efectuó el balotaje entre las dos primeras mayorías relativas, logrando Rosen Plevneliev, candidato de Ciudadanos por el Desarrollo Europeo de Bulgaria, imponerse a la candidatura del socialista Ivaylo Kalfin.

## Sistema de gobierno
El Presidente sirve como el jefe de Estado y comandante en jefe de las fuerzas armadas. Si bien no tiene el poder para crear una ley que no sea una enmienda constitucional, el presidente puede devolver un proyecto de ley a la Asamblea Federal para que continúe su debate, siempre y cuando el proyecto de ley no haya sido aprobado por la mayoría absoluta de los legisladores.

## Candidaturas

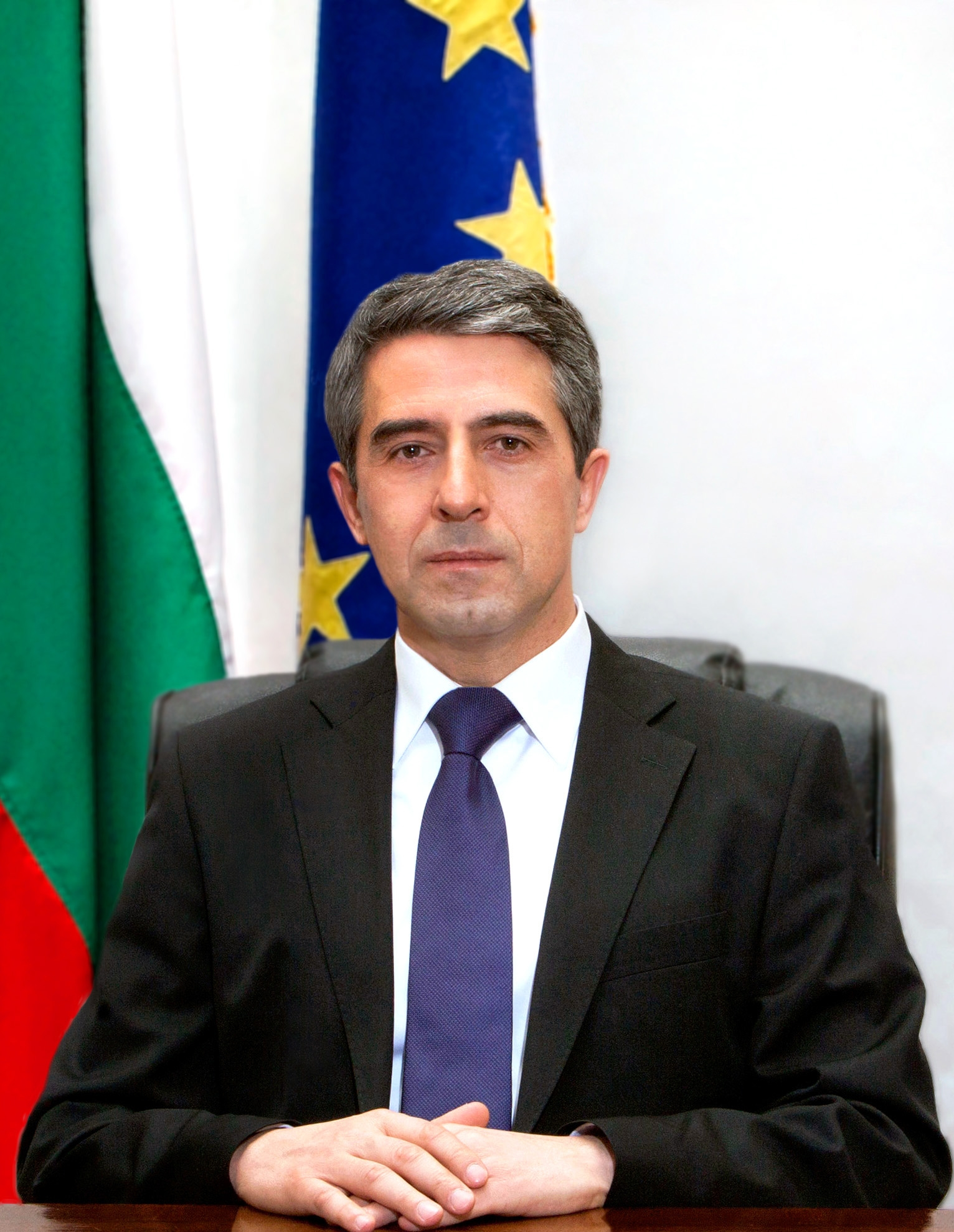
Rosen Plevneliev, Presidente de Bulgaria electo en 2011.

A las elecciones se presentaron 18 candidaturas presidenciales, en las que las tres con mayores posibilidades de ganar eran la opción de Rosen Plevneliev (GERB) , Ivaylo Kalfin (BSP) y Meglena Kuneva (BCI). En el caso de Kuneva, corría en desventaja, ya que su colectividad llevó cinco candidatos más a la presidencia, lo que generaría una dispersión de votos. Aún con todos los votos sumados, mantendría su tercer lugar sin poder acceder al balotaje.
Otras colectividades que llevaron candidatos fueron el Frente Nacional para la Salvación de Bulgaria, la Unión de Fuerzas Democráticas el movimiento Orden, Ley y Justicia, la Unión Nacional Ataque, la Unión Nacional Agraria Búlgara y el IMRO-Movimiento Nacional Búlgaro.

## Declaraciones internacionales
La degelación de la Oficina de Instituciones Democráticas y Derechos Humanos de Europa, señaló que si bien la elección se llevó a cabo de una manera ordenada y pacífica, quedaban las preocupaciones sobre la falta de acceso igualitario de los medios de comunicación al proceso. Diferencias entre las editoriales de los periódicos y anuncios políticos generaban un clima de duda. La falta de un padrón electoral específico y el sistema de registro de candidaturas que afecta las posiciones independientes es otro tema que trató el organismo internacional.
Esta misma organización recomendó también que pudieran votar los búlgaros expatriados. La delegación señaló además sus preocupaciones sobre las líneas de cobertura de comunicación, así como las denuncias de cohecho y las restricciones sobre el uso de las lenguas minoritarias en las campañas.

## Encuestas y sondeos
| Fuente | Encuesta | Fecha de campo | Rosen Plevneliev | Ivaylo Kalfin | Meglena Kuneva | OTRO   | NS/NR  |
| ------ | -------- | -------------- | ---------------- | ------------- | -------------- | ------ | ------ |
| TV7    |          | 2011           | 40,8 %           | 27,6 %        | 11,2 %         | 10,3 % | 10,1 % |
| BTA    |          | 2011           | 40,0 %           | 30,0 %        | 6,9 %          | 18,1 % | 5,0 %  |

## Resultados electorales

### Primera vuelta
|  | 40,11 % |

|  | 28,96 % |

|  | 14,00 % |

|  | 3,64 % |

|  | 2,50 % |

|  | 1,95 % |

|  | 1,84 % |

|  | 1,61 % |

|  | 1,24 % |

|  | 0,99 % |

|  | 0,94 % |

|  | 0,91 % |

|  | 0,29 % |

|  | 0,24 % |

|  | 0,21 % |

|  | 0,21 % |

|  | 0,19 % |

|  | 0,17 % |

|  | 93,6 % |

|  | 6,4 % |

|  | 100 % |

|  | 52,29 % |

### Segunda vuelta
|  | 52,58 % |

|  | 47,42 % |

|  | 96,86 % |

|  | 3,14 % |

|  | 100 % |

|  | 48,25 % |